# Kozlovia laseroides
Kozlovia laseroides är en flockblommig växtart som först beskrevs av Ian Charleson Hedge och Lamond, och fick sitt nu gällande namn av Spalik och S.R.Downie. Kozlovia laseroides ingår i släktet Kozlovia och familjen flockblommiga växter. Inga underarter finns listade i Catalogue of Life.